# عثمان الموصلي (مسلسل)
عثمان الموصلي هو مسلسل تلفزيوني عراقي عرض في عام 1989. للمخرج جاسم شعن وتاليف عبد الاله حسن وكان تصويره بين ازقة الموصل القديمه  

## الممثلون
- عبير فريد
- فريال كريم
- حسن عبد